# Bhaszja
Bhaszja (dewanagari भाष्य, trl. bhāszja, "mowa, dyskusja") – gatunek dzieła w klasycznej literaturze sanskryckiej. Bhaszja to komentarze do tekstów religijnych.  
Najczęściej pisano je objaśniając znaczenia treści takich dzieł jak: sutra, karika, i kawja.

## Przykłady
- Jogabhaszja - komentarz do Jogasutr przypisywany Wjasie
- Bhagawadgitobhaszja - autorstwa Adi Śankary
- Ćhandogjopaniszadbhaszja - autorstwa Adi Śankary
- Bryhadaranjakopaniszadbhaszja - autorstwa Adi Śankary